# 训诫书
训诫书又指公安训诫，是指中华人民共和国境內的公民的所作所為雖然未達到要被《中华人民共和国治安管理处罚法》处罚的程度，但公安机关仍然認為要批评教育該公民時對該公民出具的文書，旨在对該公民谴责与告诫，防止其违法。此处罚相对较轻。